# 阪神百貨店
阪神百貨店（はんしんひゃっかてん）は、エイチ・ツー・オー リテイリング株式会社（阪急阪神東宝グループ）傘下の株式会社阪急阪神百貨店が運営する日本の百貨店である。
また、株式会社阪神百貨店（英語: The Hanshin Department Store, Ltd.）は、2008年9月30日までこれを運営していた企業である。2006年の「阪急・阪神経営統合」を契機として、もともとライバルであった阪急百貨店と経営統合を行い、阪急阪神百貨店による運営となった。
なお法人としての株式会社阪神百貨店は3つ存在した。初代法人の設立（1937年1月22日）から株式会社阪急阪神百貨店発足までは複雑な変遷をたどっており、本項ではこれらを時系列で解説する。

## 歴史

### ターミナルデパート設立への序章

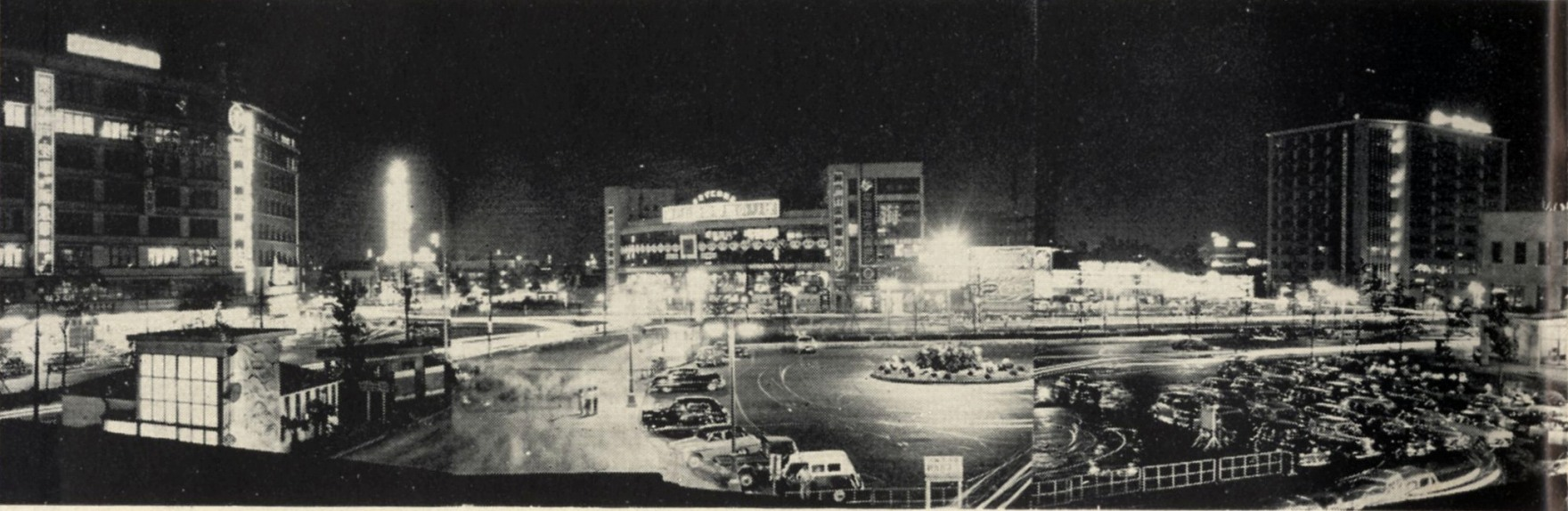
中央が阪神百貨店。大阪駅ホームより
1955年（昭和30年）頃

1925年4月に阪神急行電鉄梅田停留場（現在の阪急大阪梅田駅）構内にあった（後の阪急百貨店うめだ本店へと繋がる）白木屋出張所を契約満了を理由に退去した白木屋の代替の店舗として1926年10月1日に当時の阪神電気鉄道梅田停留場（現在の阪神大阪梅田駅）構内に白木屋阪神出張店を開業させたのが阪神によるターミナルデパート（＝ターミナル駅直結の百貨店）の始まりである。
大正時代の終わり頃から大阪市営地下鉄第1号線（現在のOsaka Metro御堂筋線）の新設計画に合わせて現在地付近への延伸と駅の移転を含む大阪市の構想への対応を求められていた阪神電気鉄道は、その延伸費用の回収のために1929年に大阪市に百貨店用地の分譲を求め、そのテナントとして南海鉄道難波停車場に進出していた髙島屋と1930年にビルの賃貸の予約の覚書を交わし、直営ではなくテナントの招致によるターミナルデパートの開設を当初は計画し、その計画に基いて1931年12月には建物の設計まで終えた。
その後、1933年3月には阪神電気鉄道梅田停留場構内の店舗を直営の阪神マートを開業して直営によるターミナルデパート経営の第一歩に踏み出し、1937年1月22日に阪神電気鉄道の役員会で「阪神ビルの百貨店は資本金2百万円の株式会社阪神百貨店を新設し阪神傍系の別会社として経営する」と決定し、その日のうちに創立総会を開いて株式会社阪神百貨店を新設し、一般から公募せずに全株式を阪神電気鉄道が引き受ける完全子会社とすることで事実上直営化する方向へ方針転換をした。
そして同年3月に計画地のうち御堂筋沿いの角地を取得したが、1月の百貨店新設の発表に猛反発した阪神急行電鉄が一日平均1.8万人の乗客で混雑する梅田駅の混雑緩和を目的に昭和初期から計画していた南側への新駅開設に必要だとして、ビルの建設予定地の西半分に当たる約2,000坪を地主から密かに買収してしまったため、大阪市や中央政界・中央官庁などを巻き込んでその土地の取得を巡って阪神急行電鉄と激しい紛争を繰り広げることになったが、1938年5月19日に大阪市の決定で無事構想通りの用地取得に成功した。
しかし、この間に戦時体制の一環として鉄材の節約を理由に同年7月に百貨店などの高層建築の中止命令が出され、百貨店法による許可も受けていなかったため構想の実現が不可能になり、1940年5月26日に地上8階の予定が縮小されて地上4階地下2階として建設された梅田阪神ビルディング（後の大阪神ビルの東側部分）の地下1階に阪神マートを移転させて規模を大幅に縮小して開業することを余儀なくされた。

### 拡張工事と百貨店の開業

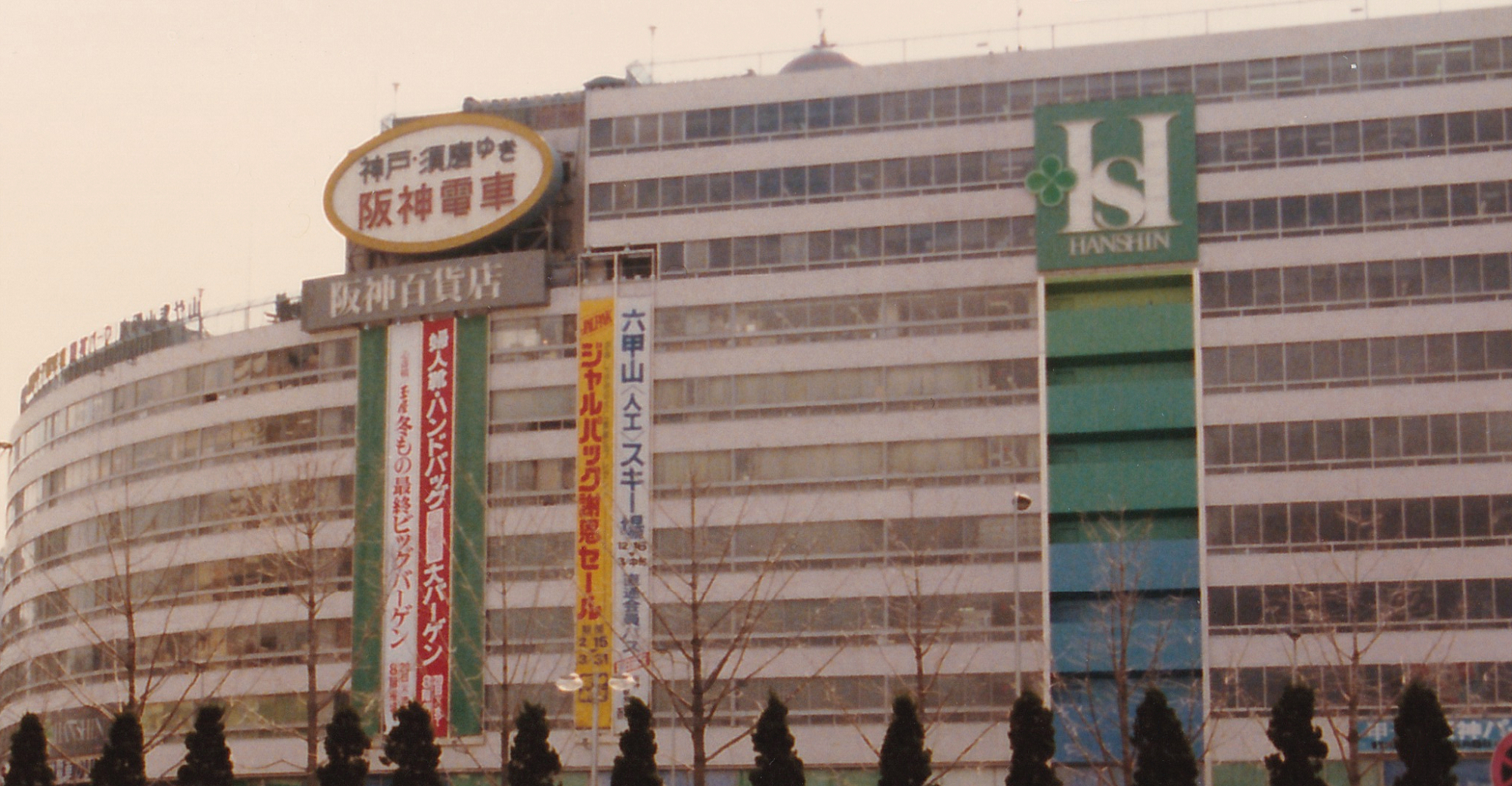
阪神百貨店（1979年）

第二次世界大戦後に再び構想の実現に取り組み、その一環として梅田阪神ビル（当時）北側地下道の両側に1951年に全国名菓名物街を開業し、11月1日に売り場を1階まで拡張した際に屋号を阪神百貨店と改め、1952年には1階に京阪神の甘辛の一流店を集めて阪神甘辛のれん街を開設するなど、この頃から専門店を誘致した委託部門優先をしていた。
そして1957年4月に改めて2代目の株式会社阪神百貨店を設立し、同年6月1日に念願の百貨店の開業に漕ぎ着けた際にも、阪神電気鉄道梅田停留場から直接入店できる出入り口を設置してターミナルデパートの強みをフル活用しつつ、取引先のノウハウを活用する委託優先・専門店招致の方針を掲げて後発によるノウハウの不足を補う方針で営業を開始した。
その後、拡張工事を開始し、1958年3月に梅田阪神ビルディング（当時）の5階から8階を増床して東側部分が完成。更に、西側部分を増築して、1963年6月に、約23年の歳月をかけて、第二次世界大戦前の当初構想の店舗面積へ拡大し、現在の規模の店舗となった。この時にビル名称を「大阪神ビルディング」と改称している。
2002年10月、梅田本店の外壁のリニューアル工事が完成した。

### 食品販売の強さ
百貨店化する以前の1951年の全国名菓名物街、1952年の阪神甘辛のれん街など個性と伝統のある店を集める名店街や各地の名物食品を集めて販売した伝統から発展し、2005年3月期で売上高1,095.06億円のうち食料品が415.23億円と40%弱を占めたほど梅田本店の食品売場の人気は高く、「日本一のデパ地下」(地下食品売り場)と呼ばれることもある。

### 小型店の出店による多店化
長らく梅田本店のみの営業を続ける堅実経営で知られていたが、親会社の阪神電気鉄道が阪神西宮駅高架下に2003年3月18日に開業したエビスタ西宮内に売場面積4,998m2の阪神・にしのみやを開業したのを皮切りに多店化に乗り出し、2006年10月4日には三宮駅前の神戸新聞本社ビルであるミント神戸の地下1階に食品売場のみで売場面積1,276m2のさんのみや・阪神食品館、2008年3月20日には阪神電気鉄道御影駅前の御影クラッセ内に売場面積5,900m2の阪神・御影、2009年10月20日にはJR尼崎駅前のあまがさきキューズモール内に売場面積5,329m2のあまがさき阪神を相次いで開業し、グループの地盤である阪神間で小規模店による多店化を進めた。
しかし、阪神・にしのみやは初年度に目標を上回る年間売上約57億円を達成したが、阪神・御影は2009年3月期で年間売上約29.56億円と目標の50億円を大きく下回ったため、開業から1年半弱の2009年8月5日に不振だった食品売り場の75%にあたる2080m2を兄弟会社の食品スーパー阪急オアシスの経営に切替えて縮小し、2010年3月期で年間売上約12.01億円と低迷して赤字になっていたさんのみや・阪神食品館をその期末で一旦休業して同年12月末に営業を再開させずにそのまま正式に閉店、2011年7月24日には阪神・御影の2階売場を閉鎖して2度目の規模縮小を行って売場面積804m2まで縮小し、あまがさき阪神も赤字でこそないものの2011年3月期で年間売上約36.33億円、2012年3月期で年間売上約37.27億円と初年度の売上高目標40億円を下回り続けており、2016年には2階売場を閉鎖するなど、多店化は必ずしも成功していない。
また、阪神間以外にも2006年7月26日に奈良県大和郡山市のイオンモール大和郡山に売場面積約1万m2で出店する計画が発表されたが、阪急百貨店との業務提携に向けた経営方針の見直しの一環で出店地域を京阪神地区に注力するとして、同年11月10日に出店計画を撤回している。

### 京王百貨店との提携
2000年から同様にグループの鉄道沿線のターミナルデパートのみを展開し、全国展開していない京王電鉄傘下の京王百貨店（東京都新宿区）と業務提携し、紳士服の共同企画や質流れバザールや全国駅弁うまいもの市などの催事情報の交換を行うようになった。
2002年7月からは京王百貨店も「阪神タイガースショップ」を新宿店に開設し、2003年阪神タイガース優勝セールを共催した。

### 株式会社阪急阪神百貨店へ

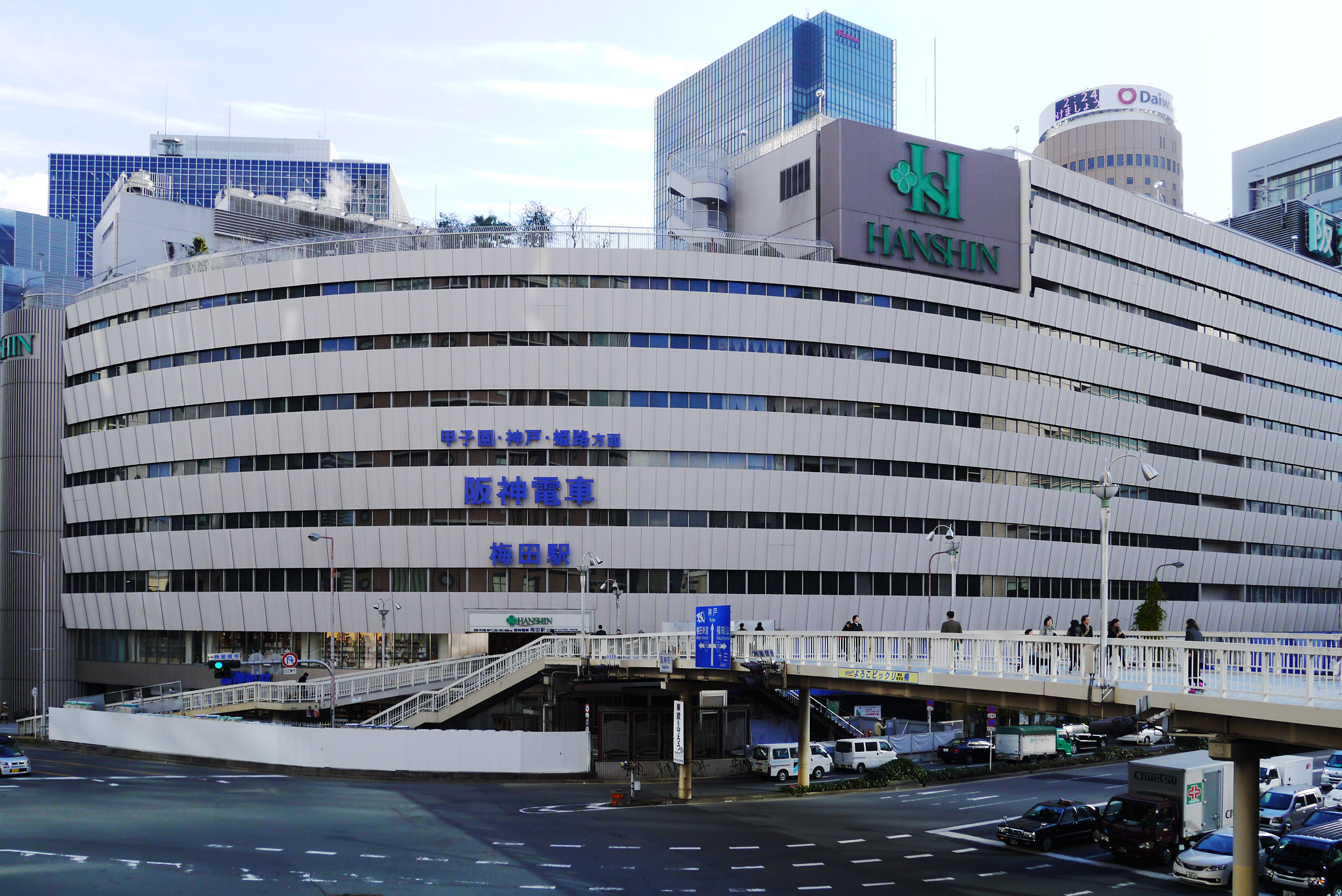
阪神百貨店（2014年）

1937年1月22日に設立された初代株式会社阪神百貨店は戦時体制の強化に伴って百貨店の開業が出来なかった為消滅し、1957年4月17日に2代目の株式会社阪神百貨店が改めて設立し直され、本格的な百貨店を開業している。
1966年12月に株式額面変更のため、1947年6月30日設立の企業が存続企業となって2代目の株式会社阪神百貨店を吸収合併して3代目の株式会社阪神百貨店となり、1967年10月30日に大阪証券取引所第二部に上場し、1969年2月からは第一部に上場していたが、グループの再編に伴い、2005年10月1日付けで阪神百貨店株1に対し阪神電気鉄道株1.80が割り当てられた株式交換によって阪神電気鉄道の完全子会社化されることになり、2005年9月27日に上場廃止された（従来は電鉄が発行済み株式の52.4%を保有）。
この上場廃止日に村上世彰が率いるM&Aコンサルティング（村上ファンド）が阪神百貨店の株式18.19%を保有していることが判明し、他の株式と同様に阪神電気鉄道株式に交換されて村上ファンドがもつ阪神電気鉄道の持ち株比率が38.1%となったため、阪急ホールディングス(現・阪急阪神ホールディングス)がホワイトナイトとして村上ファンドが所有していた阪神電気鉄道の全株を取得し、一般の株主から買収した分を合わせると、電鉄の発行済株式の64.76%を保有することとなり、電鉄は阪急ホールディングスの子会社となった。
そのため、同じ阪急阪神東宝グループの阪急百貨店と提携の検討が阪急阪神ホールディングスの統合後からされて、2007年10月1日に阪急百貨店と経営統合してエイチ・ツー・オー リテイリングの完全子会社へ移行した。
その後百貨店の運営会社を1社に統合するため、2008年10月1日に株式会社阪急百貨店を存続会社として株式会社阪神百貨店を吸収合併して株式会社阪急阪神百貨店が発足し、株式会社阪神百貨店としての歴史に終止符を打ったため現在は同社の運営となっている。

### 梅田本店の建替え計画
2006年8月に当時の親会社阪急ホールディングスの社長が「統合を象徴する事業」として梅田本店の建替えの検討を発表し、2007年3月に2012年度竣工を目途に南隣の新阪急ビルと一体化して全面建て替えを行うとなり(朝日新聞2007年3月22日付)、2008年9月22日には2012年の梅田阪急ビルの完成後に現在の新阪急ビルのテナントをそこに移転させて建て替えを行い、建替え後の新阪急ビルに梅田本店を移転させ、その後に現在の梅田本店のビルを建替える2段階の構想となり、2013年に新阪急ビルの工事を始めるとされていた。
しかし、2011年2月に「容積率の緩和に関係する法律の改正も見通せない状況に加えて、オフィスビル市況の悪化もある」「当初描いていたスケジュールをペースダウンし、着工時期を遅らせる方向だ」として延期する方向となっていた。
しかし、2013年1月、阪急阪神ホールディングスは阪神百貨店梅田本店の建て替えの方針を固め、具体的な手続きに入ったと報じられた。これによると事業費は最大1千億円規模を見込み、地下で直結している阪神大阪梅田駅の改修も同時に行い、完成には10年を要する一大事業となるとした。これを受けて持株会社のエイチ・ツー・オー リテイリングは阪神梅田本店の建て替えを正式に発表。阪神電気鉄道と合意に達し、建て替えの為の具体的な検討に入るとした。
そして、2014年3月、阪神電気鉄道と阪急電鉄は阪神百貨店梅田本店が入居する大阪神ビルと隣接する新阪急ビルを建て替え、2018年春頃に百貨店を一部先行開業させ、2021年秋頃の全面開業を目指すとした。2014年秋頃から西側の百貨店の営業を続けながら東側の解体を始め、東側建て替え後に西側を建て替える。売り場面積は工事前と同程度の53000平方メートルになる。

### 新装開店へ

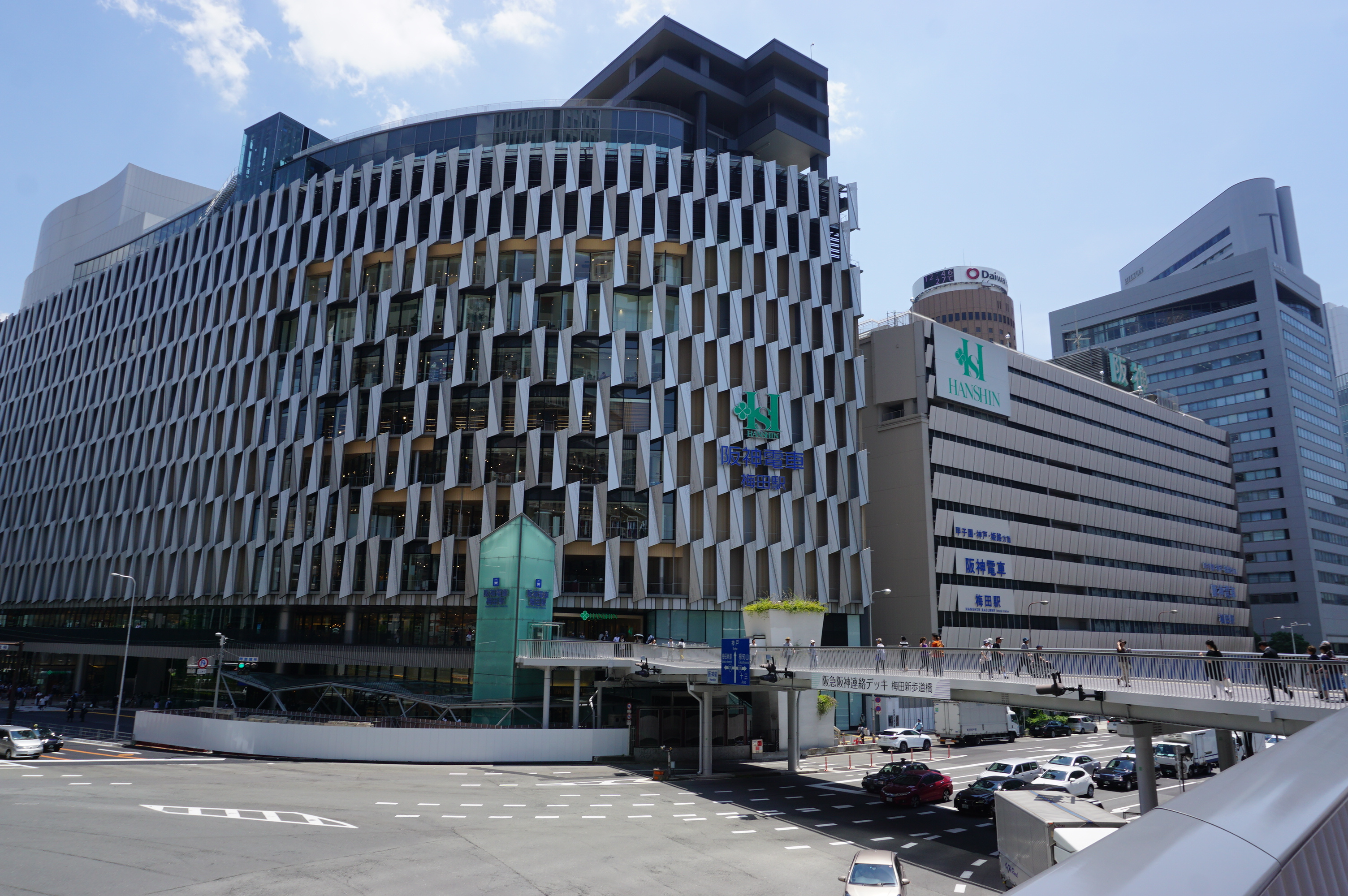
建て替え1期工事が完成した阪神梅田本店

第一期棟は2018年4月27日に竣工し、6月1日には阪神梅田本店が移転した。また、ビルの名称は「大阪梅田ツインタワーズ・サウス」となる。
全体竣工は2022年春頃を予定。阪急うめだ本店が入居する梅田阪急ビルも2022年の本ビルの全体竣工と共に「大阪梅田ツインタワーズ・ノース」と名称変更し、両ビルを「大阪梅田ツインタワーズ」と総称する。
第二期棟は2021年10月8日に先行開店。これにより、当初の構想から約15年の歳月をかけて、梅田本店の建て替えと全面開店が達成されることとなった。その後、2022年4月6日(水)には、第二期棟が全面開店し、グランドオープンとなった。

## 阪神タイガースの優勝・応援セールの扱い
阪急阪神東宝グループ（旧・阪神グループ）である同百貨店では、阪神タイガースがリーグ優勝・日本一となる場合、優勝記念セールが行われることが慣例となっている。

### 阪急・阪神経営統合前
旧大阪神ビルが全面完成したのは、1963年（昭和38年）のことなので、このビルで行われたはじめての優勝記念セールは、翌1964年（昭和39年）である。しかしながらこの時はセール時期が東京オリンピックの直前だったため、オリンピックのロゴが大変目立つように装飾されており、優勝記念セールは脇役となってしまったという。また当時は優勝記念セールとはいわずに、「阪神タイガース優勝カーニバル」と表現されていたのも大変特徴的である。
その後、 1985年（昭和60年）、2003年（平成15年）、2005年（平成17年）に、同球団がセントラル・リーグ優勝を決めた際は「阪神タイガース（西暦）セ・リーグ優勝記念セール」が開催された。加えて日本一となった 1985年（昭和60年）には、日本一のセールも開催されているが、旧大阪神ビルにおける日本一のセールは、同ビルの長い歴史の中でこの時が唯一となった。またこの時、ザ・ベストテンの中継で、当時人気絶頂期にあった中森明菜が閉店後のセール会場をバックに「SOLITUDE」を歌っている。この映像史料によると、日本一のセールの折にも、セ・リーグ優勝時のセールに使われた旗やポスター等が使いまわしされていたようである（日本シリーズで確実に日本一になる保証はできないため、予め「日本一」と書いたものは用意しにくい事情がある）。

### 阪急・阪神経営統合後
優勝セールではないが、 2008年（平成20年）10月には、前年2007年（平成19年）10月に経営統合した持株会社の「エイチ・ツー・オーリテイリング」傘下の百貨店事業会社が合併し「阪急阪神百貨店」が発足したことで、その合併記念セールとあわせて、「めざせ日本一！阪神タイガース応援セール」（セントラルリーグ・クライマックスシリーズ進出決定記念セール）が、阪神百貨店・阪急百貨店の各店で開催された。また、2010年（平成22年）にも阪神タイガースが、同年度のセントラルリーグの公式戦での順位が2位に確定したことにより、同年10月9日から12日まで「めざせ日本一！阪神タイガース応援セール」（クライマックスシリーズ進出決定記念セール）が、阪急百貨店・阪神百貨店の各店で行われた。
2023年9月14日、同球団がセントラル・リーグ優勝したが、優勝セール自体は阪神百貨店とエイチ・ツー・オー リテイリング傘下のスーパーマーケット（阪急オアシス、イズミヤ、カナート、関西スーパーマーケット）のみが対象となり、阪急百貨店については阪神百貨店との店舗ブランドごとの差別化と、過去の阪急による阪急ブレーブスの保有や優勝セールの実施とその直系の後身であるオリックス・バファローズとの関係などを考慮し、懸垂幕の掲出のみとなった。なお、同じ関西を営業エリアとしている近鉄百貨店でも大阪近鉄バファローズ（球団としては消滅）の傍系の後身ともいえるオリックス・バファローズのパシフィック・リーグ優勝に伴う優勝セールが行われており、史上初めて阪神と近鉄両百貨店による優勝セールが同時期に行われることになった。また、同球団が日本シリーズ優勝（日本一）になった事に伴い、同年11月6日から5日間、前述のセ・リーグ優勝時と同じ店舗でセールを行う。

## 沿革
- 1933年（昭和8年）3月 - 阪神電気鉄道の旧梅田停留場に白木屋阪神出張店を開業[4]。
- 1933年（昭和8年）3月 - 阪神電気鉄道の付帯事業として旧梅田停留場に阪神マートを開業[7]。
- 1940年（昭和15年）5月26日 - 梅田阪神ビル（後の大阪神ビル）が地上4階地下2階で暫定竣工、阪神マートを同ビル内に移転[10]。戦時は政府から敵性語禁止通達により阪神地下大店と改称されていた。
- 1951年（昭和26年）11月1日 - 売り場を1階まで拡張し、屋号を阪神百貨店と改称[11]。
- 1957年（昭和32年）4月17日 - 阪神電気鉄道から百貨店事業を分離独立するため、2代目の株式会社阪神百貨店を設立[5]。
  - 6月1日 - 阪神電気鉄道より営業譲渡を受け、本格的な百貨店を開業[10]。
- 1958年（昭和33年）3月13日 -　梅田阪神ビルの5階から8階までを増床[7]。
- 1962年（昭和37年）5月12日 - 労働組合によるストライキを実施[46]。
- 1963年（昭和38年）6月 - 梅田阪神ビルの西側拡張工事が完了、同ビル名を「大阪神ビル」と改称。なお当時、阪神百貨店が使用する床面積は同ビル全体の約3分の2に過ぎなかった[5]。
- 1964年（昭和39年） - 阪神タイガース優勝カーニバル開催。
- 1967年（昭和42年）10月30日 - 大阪証券取引所第二部に上場[7]。
- 1969年（昭和44年）2月 - 大阪証券取引所第一部に上場[7]。
- 1974年（昭和49年）11月 - 「大阪神ビル」を全館阪神百貨店化。
- 1978年（昭和53年）10月5日 - 第1次ストア・リフレッシュ。これを機にアルファベットの「H」と「S」、四つ葉のクローバーをモチーフにした草刈順デザインの現行ロゴに変更。
- 1980年（昭和55年） - 第2次ストア・リフレッシュ。
- 1983年（昭和58年） - 第3次ストア・リフレッシュ。
- 1985年（昭和60年） -  阪神タイガース1985セ・リーグ優勝記念セール開催。日本一のセールも行われた。なお「大阪神ビル」における日本一のセールは、この時が唯一の開催となった。
- 1995年（平成7年）5月 - 台湾の高雄市に漢神百貨を開業[47]。
- 2000年（平成12年） - 京王百貨店（東京都新宿区）と提携[26]。
- 2002年（平成14年）10月 -　外壁リニューアル工事完了。
- 2003年（平成15年）2月23日 - 熊本県熊本市にくまもと阪神を開業[48]。
  - 3月18日 - エビスタ西宮内に阪神・にしのみやを開業[12]。
  - 9月 - 阪神タイガース2003セ・リーグ優勝記念セール開催。
- 2005年（平成17年）9月27日 - 上場廃止[28]。
  - 9月～10月 - 阪神タイガース2005セ・リーグ優勝記念セール開催。
  - 10月1日 - 株式交換により阪神電気鉄道株式会社の完全子会社となる[28]。
- 2006年（平成18年）7月26日 - 奈良県大和郡山市のイオンモール大和郡山への出店計画発表[23]するも、同年11月10日に出店計画を撤回[24]。
  - 9月22日 - 株式会社阪急百貨店と包括的業務提携。
- 2006年（平成18年）10月4日 - 三宮駅前のミント神戸にさんのみや・阪神食品館を開業[13]。
- 2007年（平成19年）10月1日 - 株式交換によりエイチ・ツー・オー リテイリング株式会社の完全子会社となり、阪急百貨店と経営統合[1]。
- 2008年（平成20年）3月20日 - 阪神電気鉄道御影駅前の御影クラッセに阪神・御影を開業[14]。
  - 10月1日 - 運営会社合併により、株式会社阪急阪神百貨店の運営となる[3]。
- 2009年（平成21年）8月5日 - 阪神・御影の食品売り場の75%を阪急オアシスの経営に切替[19]。
  - 10月20日 - JR尼崎駅前のあまがさきキューズモールにあまがさき阪神を開業[15]。
- 2010年（平成22年）4月1日 - さんのみや・阪神食品館を休業[22]。
  - 12月末 - さんのみや・阪神食品館を正式に閉店[22]。
- 2011年（平成23年）2月23日 - 熊本・県民百貨店との業務支援契約満了に伴い、熊本から撤退。なお同百貨店は、その約2年後に閉店。
  - 7月24日 - 阪神・御影の2階売場を閉鎖して売場面積804m2に縮小[2]。
- 2014年（平成26年）3月29日 - 梅田本店で営業していた「ふるさと名産」閉店。
- 2015年（平成27年）2月17日 - 大阪梅田ツインタワーズ・サウス（I期棟）建設に伴い、この日限りで大阪神ビル東側部分を閉鎖。
- 2016年（平成28年）1月11日 - あまがさき阪神の2階売場を閉鎖[49]、売場面積を2,855m2に縮小[50]。
- 2018年（平成30年）5月27日 - 大阪梅田ツインタワーズ・サウス（I期棟）竣工、及び同Ⅱ期棟建設に伴い、この日限りで大阪神ビル西側部分を閉鎖（旧店舗での営業終了）。
  - 6月1日 - 梅田本店が大阪梅田ツインタワーズ・サウス（I期棟）において新装開業[37]。
- 2022年（令和4年）4月6日 - 大阪梅田ツインタワーズ・サウス（II期棟）グランドオープン。
- 2023年（令和5年）1月10日 - 梅田DTタワー地下2階「ディアモール フィオレ」の閉館に伴い、出店していた「阪神百貨店 リラクシア」も営業を終了[51]。順次梅田本店に移転[52]。

## 直営店舗
梅田本店・尼崎・西宮・御影の4店であるが、フルラインの百貨店としての機能を有するのは、梅田本店のみである。

### 梅田本店
阪神百貨店の4店舗のうち、売上の約90%を稼ぎ出す圧倒的な主力店舗である。大阪ステーションシティなどの開業に伴う競合激化で売上高は2011年（平成23年）3月期の約960.45億円から2012年（平成24年）3月期は約923.5億円に減少したものの、2010年（平成22年）3月期の約921.85億円を上回り、エイチ・ツー・オー リテイリング全体でも阪急百貨店うめだ本店に次ぐ売上と売場面積であった。
2018年6月1日に大阪梅田ツインタワーズ・サウス（I期棟）にて新装開業し、売り場面積を約2割減らして営業を開始している。また地下1階売り場の一部は大阪市道南北線の下にあり、地下2階が阪神電気鉄道大阪梅田駅になっている。
大阪梅田ツインタワーズ・サウス（Ⅱ期棟）の完成に伴い、2021年10月8日に先行オープン。2022年4月6日にはII期棟の完成に伴いグランドオープン。
阪急うめだ本店とは異なり、「梅田」は漢字表記される。

#### アクセス
阪神電車大阪梅田駅の直上にあり、改札口から地下1階と直結している。また、地下鉄西梅田駅、梅田駅にもほぼ隣接しており、東梅田駅からもそう遠くない。大阪駅中央南口からは道路の真向かい側に店舗があるため、歩道橋を渡って行くことも可能である。
逆に、阪急電車大阪梅田駅からは歩道橋が少ないため移動距離が長くなるものの、地下街を経由するルートの方が案内板などがあるので分かりやすい。
車の場合は、駅前第2ビルなどの駐車場を利用することになる。

#### 売場の特徴

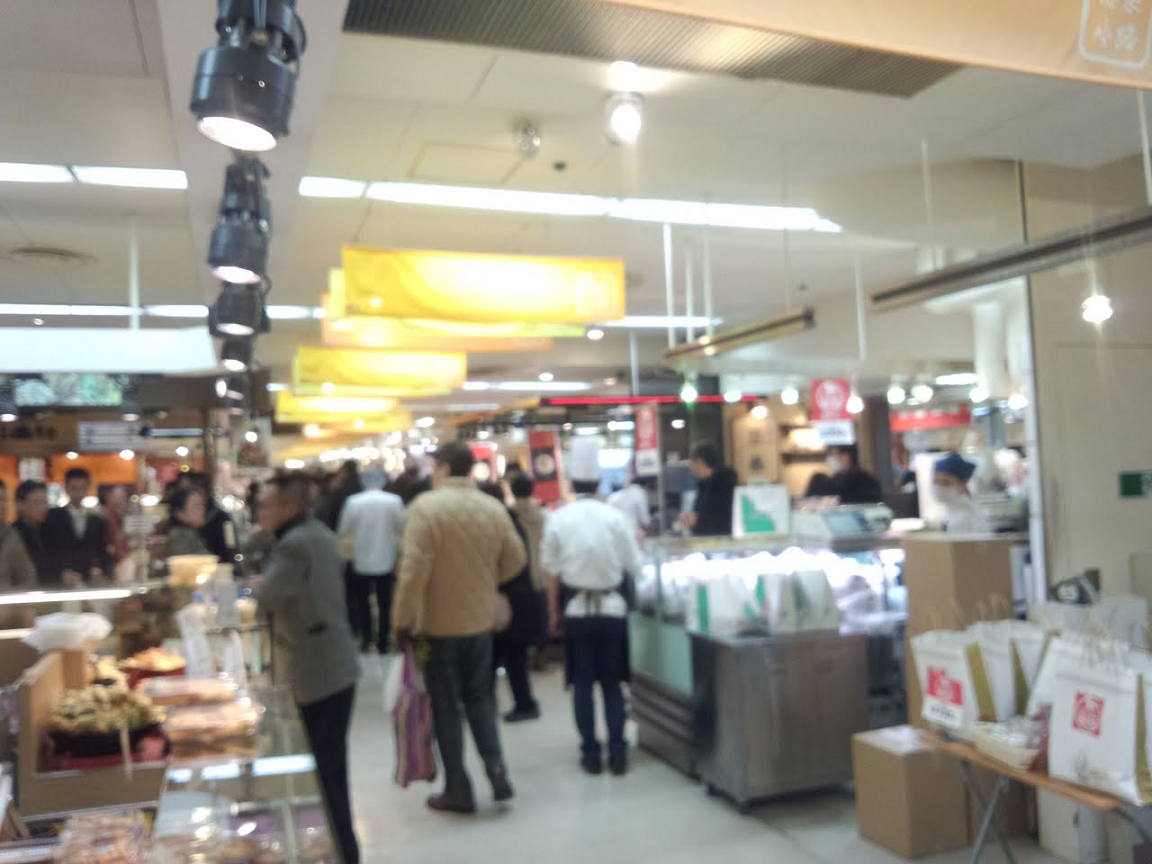
地下1階 食料品売り場※旧店舗

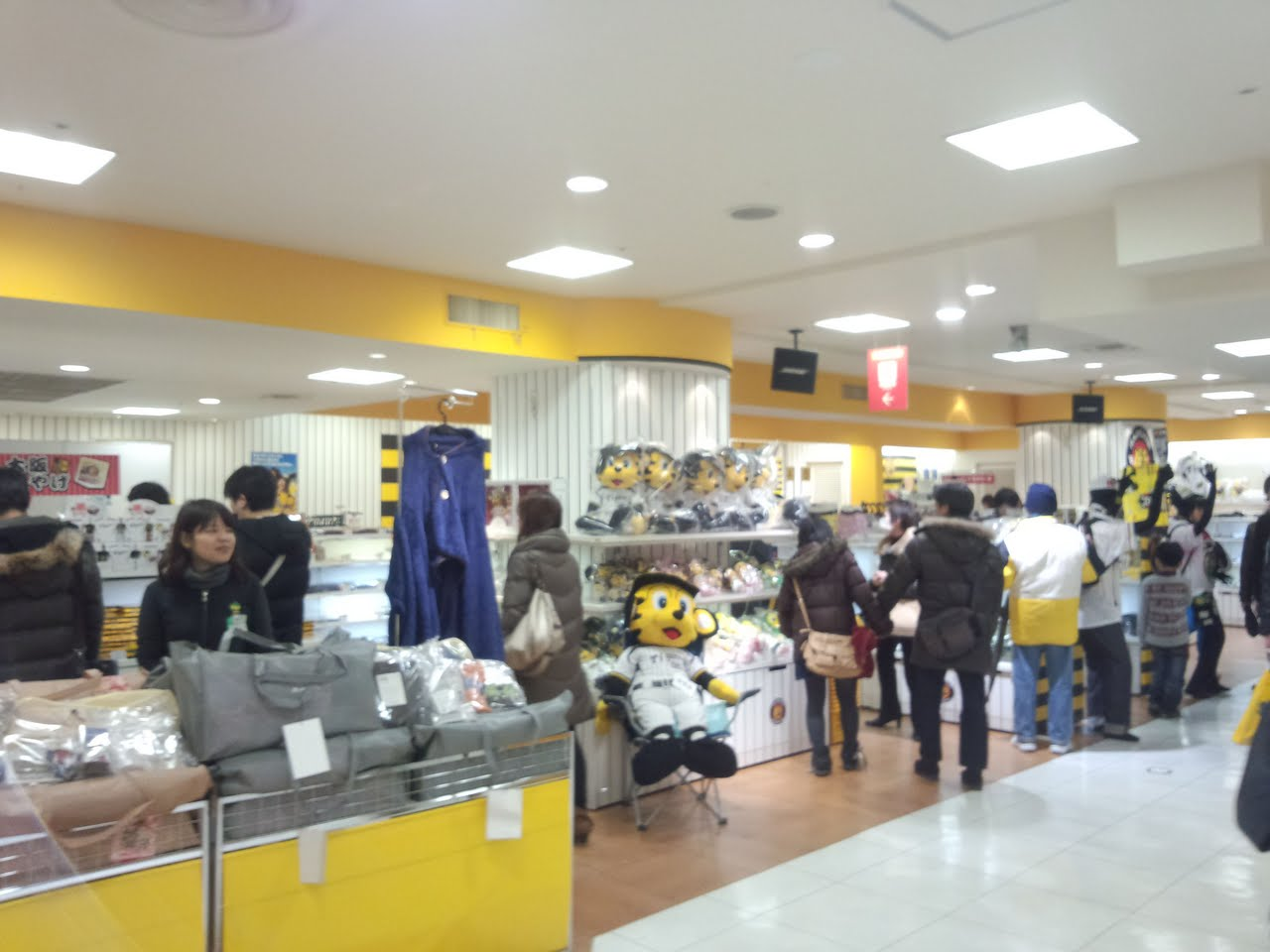
8階 阪神タイガースショップ　球団マスコットのトラッキーの人形が来店客を出迎えてくれる※旧店舗

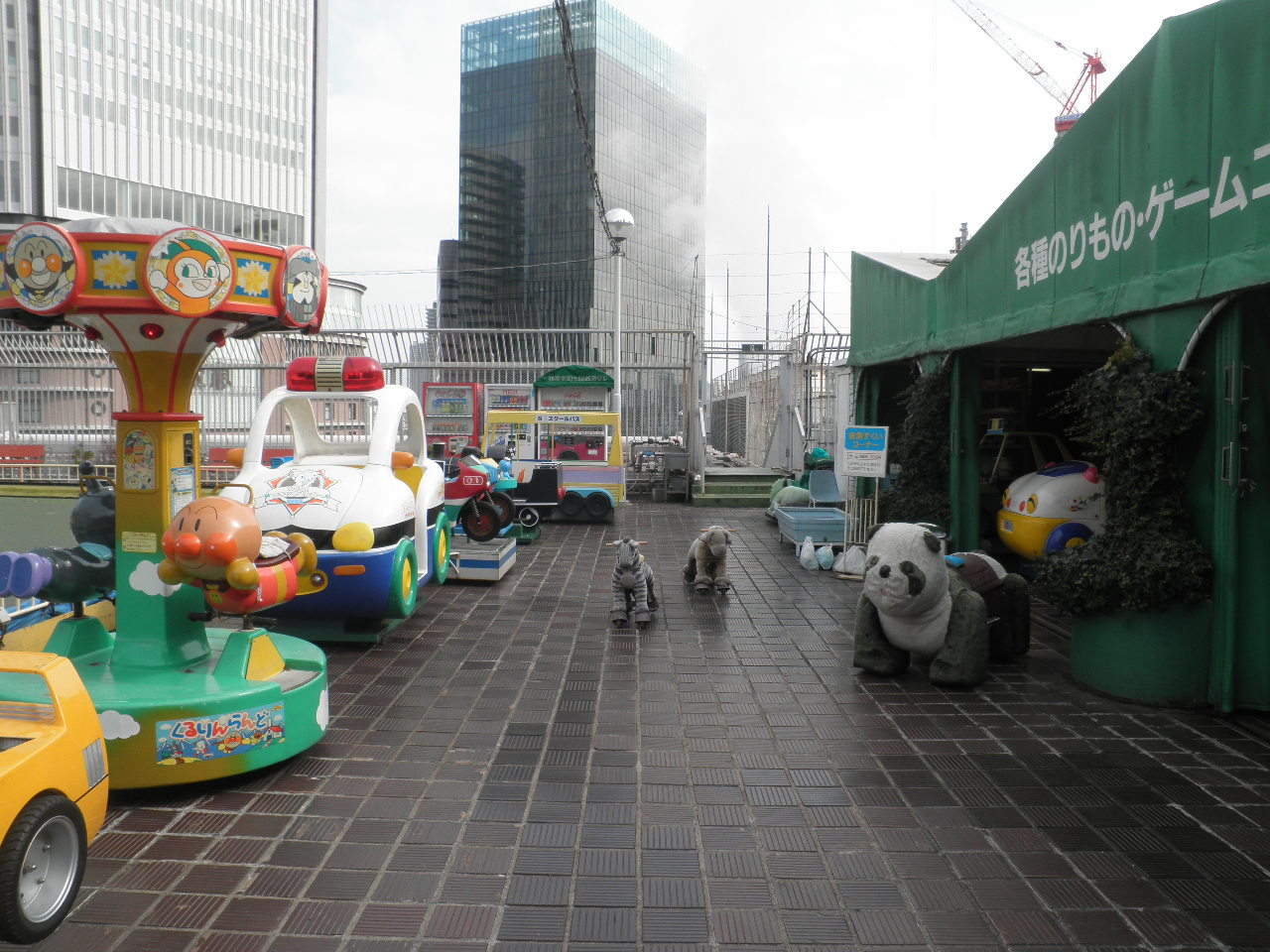
12階屋上遊園地※旧店舗・現在は解体済

梅田本店は、コマーシャル・ソング「グリーンのクローバー」（1962年制作。作詞：野坂昭如、作曲：いずみたく）が流れていた頃は、「おおさか・うめだ・いちばんち（大阪市北区梅田一番地）」に所在していたが、当該地区の住居表示実施に伴い梅田一丁目13番13号となり、歌入りのバージョンはCMでは使われなくなり、歌を省略したインスト版に差し替えられた。2006年（平成18年）現在でも不動産登記上の地番は1番地であるので、土地としては大阪市北区梅田一丁目1番地の地番の土地上に建っている。
地下食料品売り場（デパ地下）は充実しており、梅田本店の売り上げの半数近くを占め、「食の阪神」と評される。2015年から行われた建て替えの際にも食の強化が目指されており、新店舗では売上の6割を食品販売と飲食で獲得する目標が立てられた。このことから、梅田界隈では高級派の阪急百貨店と庶民派の阪神百貨店に二分されている。ファッションに強みを持ち、高級路線の阪急百貨店との違いを打ち出すことで同じグループの隣接する店舗同士の棲み分けが図られている。なお、阪神百貨店で有名な鮮魚コーナーと「さかな屋の寿司」コーナーを経営している会社は、株式会社阪神髭定である。
旧店舗時代の2011年に、30-40歳代の女性向けのブランドを新規導入するなど衣料・雑貨売場の改装を行い、OL向けの売上確保や新たな顧客層の開拓も目指している。
かつて、5階には百貨店としては珍しい高級オーディオ専門コーナー「オーディオファイル」が設けられていたが、2009年（平成21年）3月3日に閉鎖された。6階には一時期、松下電器がショールーム「アクセス」（後の「梅田阪神ナショナルショウルーム」）を1テナントとして構えており、深夜ラジオ番組『ハロー!ナショナルショウルーム』（MBSラジオ、後に『文珍のアクセス塾』へタイトル変更）の公開録音が行われていたが、2000年9月14日に閉館された。
建て替え後の店内には、株式会社セントカンパニーのフレグランスディレクターが手掛けた香りが漂っている。2022年6月11日に歌手の近藤夏子がこの香りについて知りたいとツイートしたところ、7月13日には自身のレギュラー番組『ドッキリ!ハッキリ!三代澤康司です』（朝日放送ラジオ）に先述のフレグランスディレクターがサプライズ出演して年内の商品化へ動きだし、12月にルームディフューザーとして販売されることになった。
スナックパークとフードテリア
梅田本店地下1階の「スナックパーク」は、1957年の百貨店開店当時、「おやつセンター」としてスタート。
開店当時から広く知られたいか焼きをはじめ、ちょぼ焼き（たこ焼きの元祖といわれている）、野菜焼（キャベツ焼き）、えきそば（姫路駅名物の黄そば）、カレーライス、寿司、麺類などを販売している。
早い・安い・旨いをコンセプトにしたフードコートで、立ち食い席とセルフサービスがスナックパークの特徴であり、着席とテーブルサービスが特徴のレストラン街とは開店当初から棲み分けが図られている。新装開店後も根強い人気がある。
梅田本店の建て替え工事に伴い、2015年（平成27年）2月17日にスナックパークは一旦営業を終了したが、いか焼きなど一部店舗は食料品売り場内へ移転し、持ち帰り専門店として営業を継続していた。
2018年（平成30年）6月1日の大阪梅田ツインタワーズ・サウス（I期棟）開業に伴い、スナックパークは新阪急ビルがあった場所の地下1階にて復活した。
他に地下2階の阪神梅田駅コンコース脇には、各種飲食店が並ぶ「フードテリア」（PiTaPa・iDが利用可能）もあった。梅田本店の建て替え工事に伴い、2014年（平成26年）3月31日にフードテリアが営業を終了した。
阪神タイガースショップ
梅田本店8階には阪神タイガースショップがあり、阪神タイガース公認のグッズなどが販売されている。
年始には選手直筆サイン入りグッズが入ったタイガース福袋を販売している。新店舗でも阪神タイガースショップは設けられてはいるが、店舗面積は旧店舗よりも縮小されている。
ふるさと名産コーナー
かつて、梅田本店の地下通路では全国各地の名産販売店を集めたコーナー「ふるさと名産」が営業していた。実際に現地を訪れていなくても現地の土産を購入できたことから、「アリバイ横丁」の愛称で呼ばれていた。
戦後の混乱状況を変えるため、1951年に「全国銘菓名物街」として開店したが、従業員の高齢化などによって閉店が相次いだほか、梅田本店の建て替えによる地下通路拡幅工事に伴い、2014年3月29日には全店舗が閉店し、63年の歴史に幕を閉じた。
円形ホール
梅田阪神ビルディング（後の大阪神ビルの東側部分）の完成当初から存在していた、円形の施設。1階と2階にあり、壁や床にはアンモナイトなどの化石も含む大理石が設置されていた。
1階と2階には梅田本店の入り口やテナント店舗があり、両階は階段（後にエスカレーターが設置された）で行き来する。歩道橋が設置された1964年（昭和39年）以降は、直接2階から円形ホールに入ることも可能になった。
1階の中央階段を降りると地下1階に阪神梅田駅の改札口と梅田本店地下1階入り口があり、入り口にはスナックパークが存在していた。2015年（平成27年）2月17日をもって大阪神ビル東側部分は閉鎖され、梅田本店の建て替えにより、円形ホールは取り壊された。
屋上遊園地と屋上庭園
旧店舗では以前からの屋上遊園地が存在していたほか、建築家の安藤忠雄などが参画して2006年（平成18年）4月に造られた枝垂れ桜・シマトネリコ・オリーブ・ユーカリなど50種類以上を植えた約1,500平方メートルの屋上庭園があった。
夏季には屋外テレビで阪神戦の中継も行われるビアガーデンが開かれ、タイガースファンが集まることでも知られていた。
屋上遊園地は9階と12階の2か所に分かれており、直接行き来するには東側部分に存在していた「らせん状階段」を使う必要があった。
建て替え工事の準備のため、12階部分については2014年2月に閉鎖され、残る9階部分も2015年には閉鎖された。

#### ライバル関係
御堂筋を挟んだ向かい側の阪急百貨店うめだ本店は、食料品・衣料品の両面において最大の競争相手であったが、2007年（平成19年）10月1日には持株会社「エイチ・ツー・オー リテイリング」のもとで経営統合し、さらに翌年2008年（平成20年）10月に運営会社が合併し、「阪急阪神百貨店」が発足してからは、兄弟店舗の関係にもなっている。
経営統合・合併以降は、共存共栄できるように、相互の戦略的差別化の一方、相互の協力関係が必須になると考えられ、2007年（平成19年）4月1日には経営統合に先行し、お互いが発行したカードで相手の百貨店での使用の際も優待を行うようになったほか、2009年（平成21年）8月の改装では建て替え工事に伴って売り場面積が縮小する阪急百貨店梅田本店から婦人服の一部売場を移し、ヤング向けの品ぞろえを拡充させて補完しあい、2011年（平成23年）5月11日からは初めて阪急百貨店梅田本店との大規模な共同催事「初夏の阪急・阪神大食品祭」を開催するなど協力を深めている。
同店周辺においては、北側のJR大阪駅ビル（大阪ステーションシティ・サウスゲートビルディング）内の大丸梅田店が、2011年（平成23年）4月19日に増床リニューアルオープンしたことで、店舗面積では大丸の後塵を拝することになった。また同じ2011年（平成23年）5月4日には、JR大阪駅北口のノースゲートビルディングに、JR西日本グループと三越伊勢丹ホールディングスの合弁となる、「JR大阪三越伊勢丹」が開業したが、競合店の多い梅田で同店は不振続きとなり、2015年にはファッションビルの「ルクア1100」に衣替えする結果に終わっている。
ハービスOSAKAや、阪急・阪神経営統合を機に同じグループとなったHEPファイブ・HEPナビオ(阪急メンズ大阪)などの高級衣料品・ブランド店の入居する各ショッピングセンターは、競争相手というより、百貨店を補完する存在である。これら商業施設は百貨店とともに、Sポイントサービルも利用できる。また、家電量販店のヨドバシカメラマルチメディア梅田については、商品面での競合は少なく、梅田への集客手段のひとつとして捉えている。

### にしのみや店
阪神電気鉄道が西宮駅高架下に2003年（平成15年）3月18日に駅直結で開業したエビスタ西宮内に売場面積4,998m2で開業。
店内で作る「できたて総菜」や和洋菓子など阪神百貨店が得意とする食品売場いわゆるデパ地下を強みとし、阪神・淡路大震災で従来あった総合スーパーや市場が潰れて大型店の競合が少ない地域性をバックに順調に売上を伸ばし、初年度に目標を上回る年間売上約57億円を達成したが、2008年（平成20年）3月期は約52.54億円、2009年（平成21年）3月期は約50.25億円、2010年（平成22年）3月期は約47.36億円、2011年（平成23年）3月期は約46.60億円、2012年（平成24年）3月期は約45.79億円と売上が減少が続いているが、阪神百貨店の支店の中ではトップの売上を維持している。

### あまがさき阪神
JR尼崎駅前の麒麟麦酒工場の跡地に建設された「あまがさきキューズモール」の核テナントとして、2009年（平成21年）10月14日にプレオープンし、10月20日に「“おいしいフードマルシェ”と“キッズママのおしゃれカジュアルストア”」というコンセプトを掲げて正式に開業した。
梅田本店から近いため周辺5キロの小商圏と見込み、若いファミリー層が多い地域性を考慮して子育て中の母親世代と子どもをターゲットとしている。
リーマンショック後の景気低迷下での開業となったため、既存店より低価格商品を拡充した商品構成とし、売上の70%を稼ぐことを目標とした1階の食品売場は梅田本店の食品売場の強さを生かしつつ、105円均一パン店や500円以下の弁当など低価格商品も拡充し、2階も2000円前後の子ども衣料など低価格商品もそろえた衣料品売場を設けながらも、売場からガラス越しに授業風景を見ることが出来る子どもに人気のダンススタジオやダンスファッション売場や阪神タイガースショップ、子供向けメニューの充実したカフェなどを導入して、カジュアルだがお洒落で楽しい売場作りを目指した。
しかし、2011年（平成23年）3月期で年間売上約36.33億円と初年度の売上高目標40億円を下回ったため、婦人服売り場の拡張などのてこ入れを行い、2012年（平成24年）3月期には年間売上約37.27億円と少し伸ばした。
それでもなお、梅田本店との近接から苦戦が続き、2016年（平成28年）1月11日をもって2階売場の営業を終了 。跡地はキューズモールの専門店ゾーンとなった。
阪神とはいえ、阪神尼崎駅前ではないので注意が必要である。

### 御影店
神戸市立御影工業高校跡地に建設された商業施設「御影クラッセ」の核店舗として1・2F部分に2008年（平成20年）3月20日に売場面積5,900m2で開店した。
地元の人が「毎日通える百貨店」をコンセプトに団塊世代の主婦を主なターゲットとしてがんこフードサービスの新業態1号店を含む総菜、菓子、生鮮食品などの揃う梅田本店と同様のいわゆるデパ地下形式の食品売場を1階に置き、食品に強い阪神百貨店らしさをアピールし、2階は婦人服や生活雑貨を中心とした売場構成として開業したが、肝心の食品売場の不振が深刻で2009年（平成21年）3月期で年間売上約29.56億円と目標の50億円を大きく下回ったため、開業から1年半弱の2009年（平成21年）8月5日に不振だった食品売り場の75%にあたる2,080m2を兄弟会社の食品スーパー阪急オアシスの経営に切替えて縮小する大規模なてこ入れが早くも行われることになった。
しかし、2010年（平成22年）3月期は約17.88億円、2011年（平成23年）3月期は約13.53億円と低迷して赤字が続いたため、2011年（平成23年）7月24日には阪神・御影の2階売場を閉鎖して2度目の規模縮小を行って売場面積804m2となって百貨店とはいえない規模にまで縮小し、「御影クラッセ」の核店舗でなくなった。
こうした売場縮小の影響もあり、2016年（平成28年）3月期の年間売上は約5.59億円となっている。

## 提携して阪神の商標を使った百貨店
1989年（平成元年）に漢陽建設などの地場資本と提携して台湾高雄市に5%を出資して現地の読みで「はんしん」となる漢神百貨を設立し、1995年（平成7年、民国84年）5月に開業させたほか、地元財界が中心となって出資して設立した県民百貨店(熊本市)が岩田屋撤退後の施設と人員を引継いだ際には営業支援契約を結んで7.5%を出資し、当時の社長三枝輝行が非常勤取締役に就任すると共に3人の幹部社員を派遣して業務支援をし、2003年（平成15年）2月23日にくまもと阪神として開業させるなど、マイナー出資付きの業務提携で阪神の商標を使った百貨店を開業させた。

### 漢神百貨店
業務・資本提携を行っている台湾・高雄市の百貨店。英字ロゴは「阪神」と同様の「HANSHIN」。出資比率は5%のみで持分法の適用対象外である。
高雄市前金区と高雄市左営区（アリーナショッピングプラザ）、中国陝西省西安市（漢神購物広場）に店舗を構える。
なお、高雄市内には阪急百貨店も出店していたが、2016年に提携を解消した。詳細は統一時代百貨を参照。

### 県民百貨店

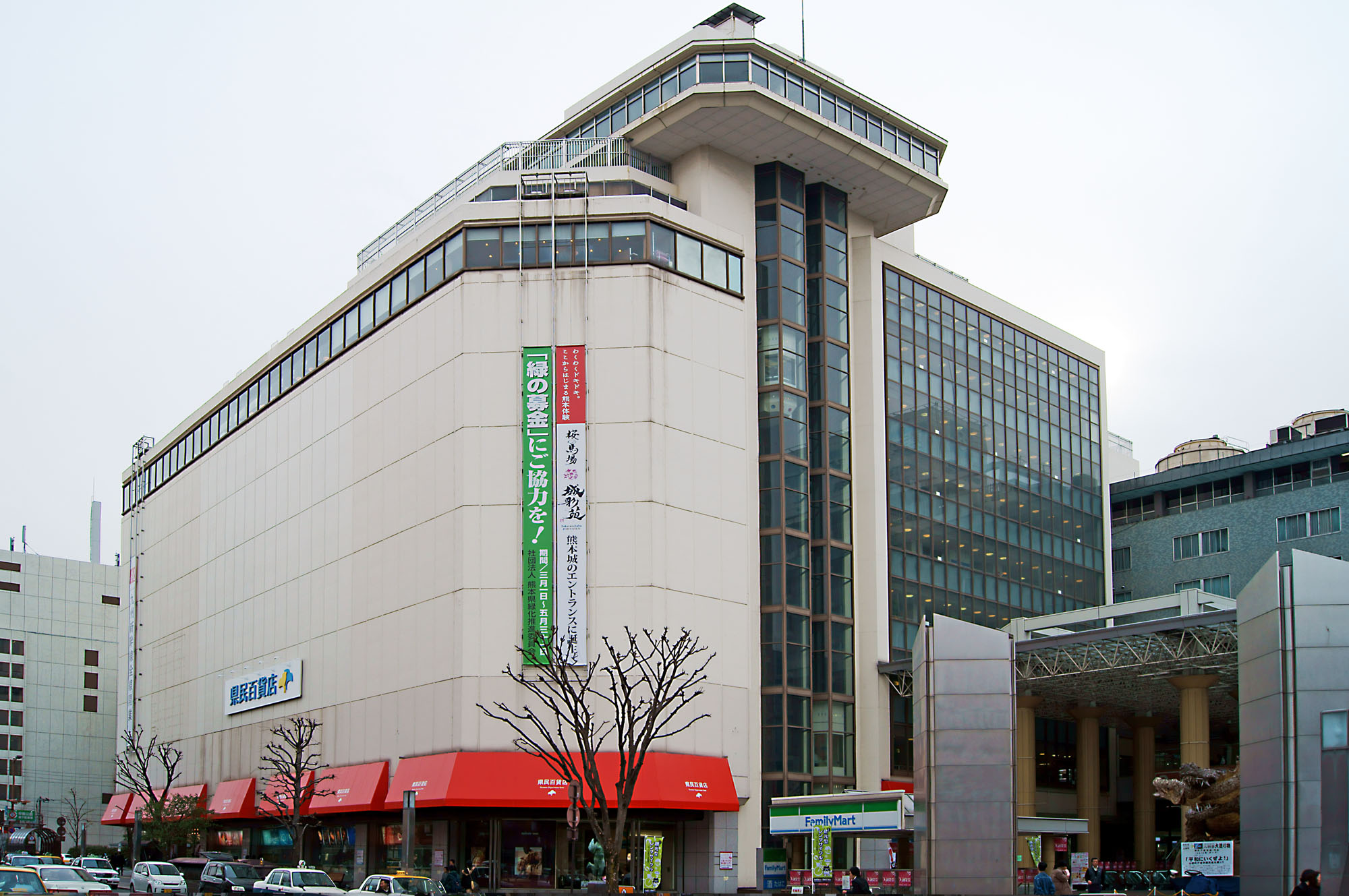
旧くまもと阪神（県民百貨店）※現在は閉店・解体済

地元財界が中心となって出資して設立した県民百貨店（熊本市）が岩田屋撤退後の施設と人員を引継いだ際には営業支援契約を結んで7.5%を出資し、当時の社長三枝輝行が非常勤取締役に就任すると共に3人の幹部社員を派遣して業務支援をし、2003年（平成15年）2月23日にくまもと阪神として開業。
当初5年だったものを県民百貨店側の要望で3年間延長していたが、2011年（平成23年）2月23日からは営業支援契約の満了に伴い、法人名と同じ県民百貨店へ改称し、阪神の商標の使用を終了した。
なお、引き続き7.5%を出資しているが、高島屋「ハイランドグループ」に加盟するなど阪神の系列から事実上離脱している。
その後、2015年2月28日をもって、所在する熊本交通センターの再開発に伴い移転を模索したものの断念し閉店・廃業することが決まった。

## 過去にあった店舗

### さんのみや・阪神食品館
2006年（平成18年）10月4日、三ノ宮駅前の商業施設・ミント神戸の地下1階の全フロアを使用して食にこだわる主婦層や通勤、通学客をターゲットにデパ地下のノウハウを生かしてパン、洋菓子、総菜など百貨店らしい高級食材をそろえて開業した。
しかし、2008年（平成20年）3月期は約14.63億円、2009年（平成21年）3月期は約13.34億円、2010年（平成22年）3月期で年間売上約12.01億円と低迷して赤字になりながら年々売上が減少していたため、2010年（平成22年）4月1日から一時休業して、改装や賃料引き下げ交渉などを行ったが黒字化の目処が立たず、同年12月31日にそのまま正式に閉店した。
その後2011年（平成23年）9月22日に、後継店舗としてKOHYO三宮店が開業した。

また、同じ三宮で、阪神電気鉄道が保有する「三宮阪神ビル」などの建物に入居していたそごう神戸店がエイチ・ツー・オーリテイリング傘下になり、2019年（令和元年）10月5日から神戸阪急として営業している。阪急百貨店ではあるものの、食品売場を中心に、梅田では阪神百貨店にのみ出店するブランドも入居している。

## 実現しなかった店舗
- 吹田店（吹田市・国鉄吹田駅前再開発ビル[89]）

国鉄吹田駅前再開発ビルの核店舗として出店が内定していたが、1975年（昭和50年）9月29日に梅田本店増床後の業績の伸び悩みや社会情勢の急激な変化を理由として、出店を断念した。
1976年（昭和51年）7月に代替の核店舗としてダイエーの出店が決定され、1979年（昭和54年）10月に「吹田さんくす」として完成した。その後についてはイオン吹田店を参照のこと。

## 過去の関連会社
かつては大阪ダイヤモンド地下街（ディアモール大阪）の株式の40.0%を保有して持分法適用関連会社としていた(阪神電気鉄道20.0%を保有し、合計60.0%する阪神電気鉄道の連結子会社)が、2005年（平成17年）10月1日に阪神電気鉄道の完全子会社化後の再編で全株式を親会社に譲渡したため、阪神電気鉄道の完全子会社となっている。